# 23-я сессия Комитета всемирного наследия ЮНЕСКО

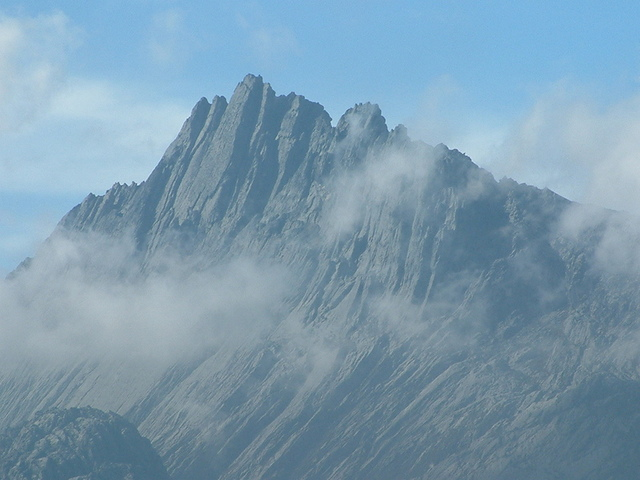
Лоренц (национальный парк)

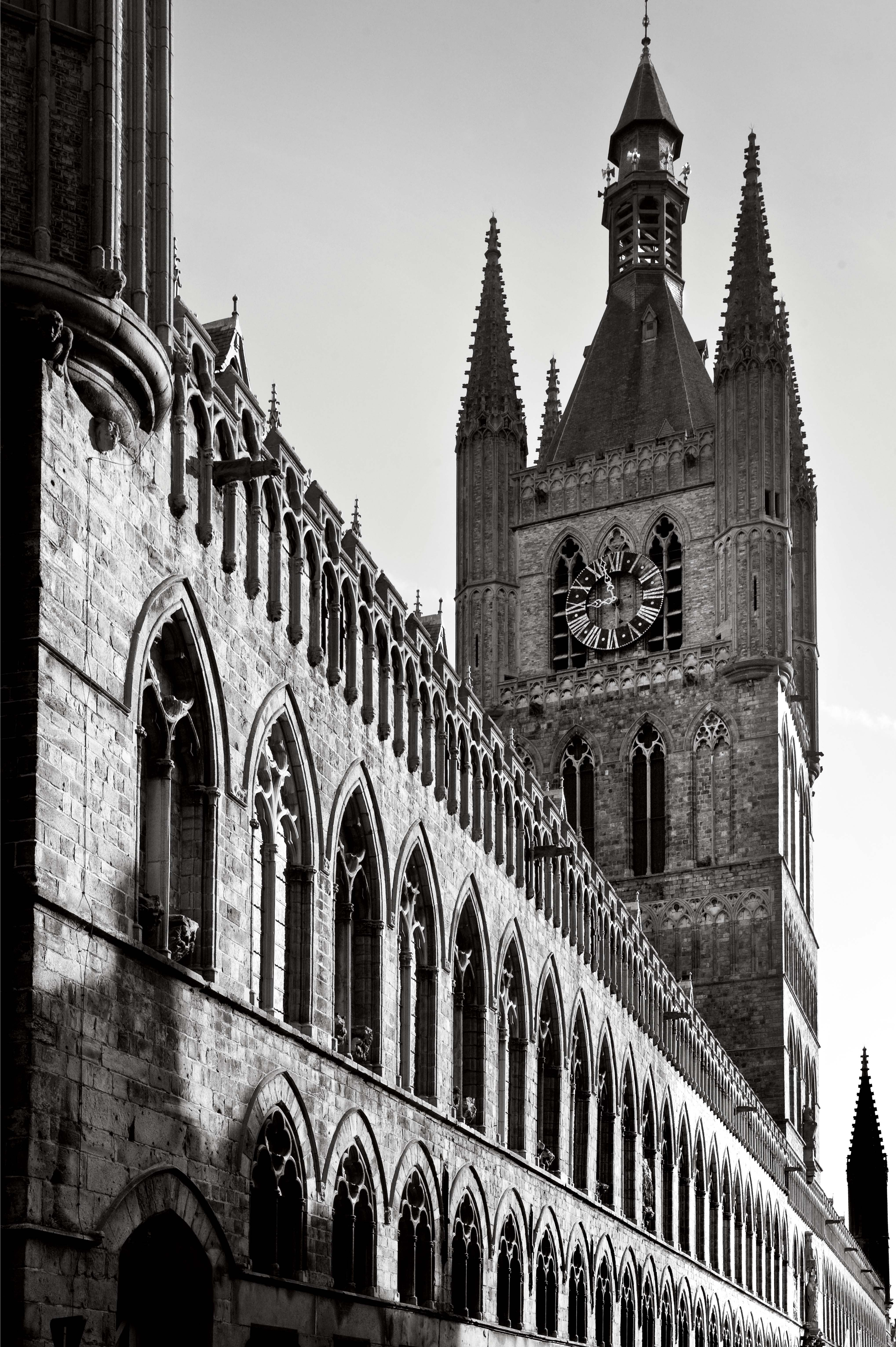
Колокольни во Франции и Бельгии

23-я сессия Комитета всемирного наследия ЮНЕСКО проходила с 29 ноября по 4 декабря 1999 года, в Марракеше, Марокко. Было подано 48 объектов в список всемирного наследия ЮНЕСКО. 35 объектов культурного, 2 смешанного и 11 природного наследия. Таким образом, общее число регистраций достигло 630 (479 культурного, 22 смешанного и 129 природного наследия).

## Объекты, внесённые в список всемирного наследия

### Культурное наследие
Аргентина: Куэва-де-лас-Манос
Бельгия: Колокольни Бельгии и Франции (расширена в 2005 году, во Франции)
Бразилия: Исторический центр Диамантина
Китай: Рисунки Дацзу
Куба: Долина Виньялес
Германия: Музейный остров в Берлине
Германия: Замок Вартбург
Эквадор: Исторический центр Куэнка
Филиппины: Исторический город Виган
Финляндия: Кладбище Саммаллахденмяки Бронзового века
Франция: Сент-Эмильон
Греция: Древние города Микены и Тиринф
Греция: Исторический центр (Хора) с монастырём Иоанна «Богослова» и пещерой Апокалипсиса на острове Патмос
Венгрия: Хортобадь - Пуста
Индия: Горные железные дороги Индии (расширена в 2005 и 2008 годах)
Италия: Вилла Адриана, Тиволи
Япония: Никко
Мексика: Исторический укреплённый город Сан-Франсиско-де-Кампече
Мексика: Археологические памятники зоны Шочикалько
Нидерланды: Бемстер
Нигерия: Сукур
Австрия: Город Грац - исторический центр и замок Eggenberg (продлён в 2010 году)
Польша: Кальваря-Зебжидовская маньеризм архитектурно-паркового комплекса ландшафтов и паломнической церкви
Румыния: Исторический центр Сигишоара
Румыния: Даки укрепления Орастигебергте
Румыния: Деревянные церкви исторической области Марамуреш
Сент-Китс и Невис: Национальный парк Brimstone Hill Fortress
Испания: Сан-Кристобаль-де-ла-Лагуна
Чехия: Замок Литомишль
Туркменистан: Исторический и культурный парк Старый Мерв
Великобритания: Памятники неолита на Оркнейских островах
Вьетнам: Исторический город Хойан
Вьетнам: Святилище Мишон
ЮАР: Роббенэйланд
ЮАР: Участки с окаменелостями гоминид в Пещерах Стеркфонтейн, Сварткранса, Кромдраай и окружающей среды (продлён в 2005 году)

### Смешанное наследие
Китай: Горы Уишань
Испания: Ибица биоразнообразие и культура

### Природное наследие
Аргентина: Вальдес
Бразилия: Лесные резерваты восточного атлантического побережья («Берег открытия»)
Бразилия: Лесные резерваты юго-восточного атлантического побережья
Канада: Национальный парк Мигуаша
Коста-Рика: Особо охраняемая природная территория Гуанакасте (расширена в 2004 году)
Куба: Национальный парк Десембарко-дель-Гранма
Филиппины: Подземная река Пуэрто-Принсеса
Индонезия: Национальный парк Лоренц
Португалия: Монтеверде - лавровые леса острова Мадейре
Россия: Западный Кавказ
ЮАР: Водно-болотный район Исимангалисо

### Расширены
Албания: Бутринти (Первоначально признан в 1992 году как культурное наследие)
Германия: Дворцы и парки Потсдама и Берлина (Первоначально признан в 1990 году как культурное наследие, впервые расширено в 1992 году)
Франция / Испания: Перинеи-Монте-Пердидо (первоначально признан смешанным наследием в 1997 году)
Италия: город в эпоху Возрождение около реки По (Первоначально признан в 1995 году как культурное наследие)
Румыния: Деревни Веркирхе в Трансильваний (Первоначально признан в 1993 году как культурное наследие)

### Убраны из Красного списка
Ни один объект, не был убран из списка.

### Добавлены в Красный список
Национальный парк Игуасу в Бразилии (В красном списке до 2001 года)
Национальный парк Салонга в Демократической Республике Конго (в красном списке до 2021 года)
Национальный парк Рувензори на границе Уганды и Демократической Республике Конго (В красном списке до 2004 года)
Памятники Хампи, Индия (В красном списке до 2006 года)